# Warren, Arkansas
Warren är en stad (city) i Bradley County, i delstaten Arkansas, USA. Enligt United States Census Bureau har staden en folkmängd på 5 990 invånare (2011) och en landarea på 18,7 km². Warren är huvudort i Bradley County.